# Murricia uva
Murricia uva is een spinnensoort in de taxonomische indeling van de Hersiliidae.
Het dier behoort tot het geslacht Murricia. De wetenschappelijke naam van de soort werd voor het eerst geldig gepubliceerd in 2008 door Foord.